# Sauropus reticulatus
Sauropus reticulatus là một loài thực vật có hoa trong họ Diệp hạ châu. Loài này được X.L.Mo ex P.T.Li miêu tả khoa học đầu tiên năm 1987.